# 狐橋の戦い
狐橋の戦い（きつねばしのたたかい）は第二次河東一乱初期の合戦で、天文14年（1545年）8月16日、駿河の今川義元軍が相模の北条氏康軍を駿河国狐橋で破った。この戦いに勝利した義元は勢いに乗って北条方の長久保城を攻略、武田信玄を仲介にすることで河東地域（駿東郡・富士郡）を後北条氏から取り戻した。

## 概要
河東地域とは駿河国東部、富士山以東の地域で、元は友好関係にあった駿河の今川氏と相模の後北条氏が、天文6年の武田信虎の娘と義元の婚姻による同盟関係を理由に断交して以来の係争地となっていた。天文5年（1536年）2月26日、氏康の父・氏綱は遠江の堀越氏・井伊氏と挟み撃ちにすることで、家督を継いだばかりの義元からこの地を奪い取っていた（第一次河東一乱）。これ以降、義元はこの地の奪還を幾度も試みていた。やがて氏綱が死去して氏康が後を継ぐと、義元は上野の関東管領・山内上杉憲政と手を結び、氏康を挟撃する作戦をとる。さらに同盟関係にある武田信玄の力も加え、後北条氏を圧迫していった。
7月24日、義元は富士川を越え、善得寺に陣をはった。武田軍は8月15日に大石寺に着陣するが、和睦調停が目的であったため戦いに不参加であった。8月22日、義元率いる今川軍は、狐橋の戦いで氏康率いる北条軍を打ち破った。勢いに乗った義元は、この後さらに9月に吉原城（富士市）を自落させ、長久保城をも攻略する。同じ頃、北条氏は山内・扇谷両上杉連合軍に河越城を包囲された（河越野戦）。北条氏が擁立した古河公方足利晴氏にまで見捨てられ、窮地に立たされた氏康は信玄の仲介により義元と交渉し、10月下旬、河東の地を今川氏に割譲するという条件で和睦した。